# Kwas dokozaheksaenowy
Kwas dokozaheksaenowy (DHA) – organiczny związek chemiczny z grupy wielonienasyconych kwasów tłuszczowych typu ω-3 (omega-3). Zawiera 6 izolowanych wiązań podwójnych. DHA jest rzadko występującym składnikiem diety. Jego bogatym źródłem są algi, tłuste ryby morskie, które odżywiają się algami oraz w mniejszym stopniu jaja. Jest także syntezowany z kwasu α-linolenowego.
Obecność DHA w diecie wywiera korzystny wpływ na organizm. Spożywany w pokarmach powoduje zmniejszenie stężenia triacylogliceroli we krwi. Natomiast niedobór kwasu dokozaheksaenowego zmniejsza stężenie serotoniny w mózgu, a także może mieć związek z występowaniem ADHD. Istnieją przesłanki wskazujące, że niski poziom DHA w diecie przyczyniać się może do chorób układu krążenia (na przykład nadciśnienia tętniczego), układu odpornościowego i wielu zaburzeń zdrowia psychicznego. Kwas ten ma korzystny wpływ na prawidłowy rozwój układu nerwowego dziecka w II i III trymestrze ciąży, rozwój narządu wzroku.
Niedobory DHA mogą być spowodowane niewystarczającym spożyciem tłustych ryb morskich, alg i jaj. Według badań poziom DHA u wegetarian jest średnio 31% niższy od osób jedzących mięso. U wegan ten ubytek wynosi aż 59%.
Opublikowano też doniesienia o korzystnym wpływie DHA w leczeniu depresji. W badaniach klinicznych poświęconych temu zagadnieniu DHA stosowany był sam lub wraz z kwasem eikozapentaenowym (EPA), który jest substratem do jego wytwarzania w organizmie; stosowano także sam EPA. Metaanaliza z roku 2006 wykazała możliwość pewnego korzystnego działania ww. kwasów, jednak duże zróżnicowanie poszczególnych badań nie pozwoliło na wyciągnięcie konkluzji odnośnie do skuteczności takiej terapii. W kolejnym badaniu (największym spośród przeprowadzonych), którego wyniki ujawniono w roku 2007, nie stwierdzono żadnego korzystnego wpływu podawania DHA/EPA na depresję. Po publikacji wywiązała się polemika.
Trwają także badania nad leczeniem wczesnej choroby Alzheimera za pomocą kwasu dokozaheksaenowego i innych kwasów tłuszczowych omega-3.